# مرکندورف (تورینگن)
مرکندورف (به آلمانی: Merkendorf) یک منطقهٔ مسکونی در آلمان است که در Zeulenroda-Triebes واقع شده‌است.
 مرکندورف  ۲۹۰ نفر جمعیت دارد.